# Hennigsdorf Nord
Hennigsdorf Nord – stacja kolejowa w Hennigsdorf, w kraju związkowym Brandenburgia, w Niemczech. Stacja została otwarta w 1953. Od 1983 kursowały tu pociągi S-Bahn Berlin. 30 maja 1998 stacja została zlikwidowana.